# Sociologism
Sociologism är förklaringar av samhälleliga fenomen utifrån enbart en sociologisk modell, utan hänvisning till andra discipliner. 
Sociologismen är uppfattningen att sociala faktorer endast kan förklaras med andra sociala faktorer, och att exempelvis biologi, medicin och psykologi inte äger någon förklaringskraft för samhälleliga fenomen. Motsatsen till fenomenet, alltså där all typ av sociologisk insikt saknas, kallas asociologism.
Sociologism är en parafras på biologism (biologisk determinism) och avser i dagens debatt vanligen social determinism — uppfattningen att människan föds som ett oskrivet blad (tabula rasa). Sociologism innefattar således förnekande av att samspel mellan arv och miljö ligger till grund för exempelvis neuropsykiatriska funktionsnedsättningar och psykologiska könsskillnader, och förnekande av evolutionspsykologiska förklaringsmodeller till mänskligt beteende. Sociologism är idag en pejorativ beteckning på en form av reduktionism, som även är jämförbar med ekonomism och psykologism.
Sociologen Peter Guy Winch myntade begreppet, som beteckning på en filosofi influerad av Ludwig Wittgenstein. Sociologism associeras ofta till teorier av en av sociologins grundare, Émile Durkheim.[källa behövs] Sociologism beskrivs som "samhället i människan" — beskrivningar av individen som primärt passiv konsument av sociala och kulturella strukturer. Detta kontrasteras mot existentialismens "människan i samhället" — uppfattningen att individen har en fri vilja och förmåga att kritisera, förändra och skapa strukturer.

## Personer som har anklagats för sociologism
- Paul Feyerabend[källa behövs]
- Eva Kärfve[källa behövs]
- Ludwig Wittgenstein[källa behövs]